# 宮崎一夫
宮崎 一夫（みやざき かずお、1932年12月10日 - 2016年3月24日）は、神奈川県逗子市出身のプロ野球選手（投手）・監督。

## 来歴・人物
逗子開成高卒業後はコロムビアを経て、1952年に毎日オリオンズへ入団。
毎日ではオーバースローから投げるカーブ・シュートを武器とし、4年間で21勝をマーク。先発・リリーフ両面で活躍した一方で別当薫監督とは反りが合わず、エースの荒巻淳を優遇する投手起用方針に対して意見するなど言い争うことがあったため、1955年も4勝1敗・防御率2.19と好成績を挙げながら、シーズンオフに解雇通告を受ける。
毎日球団からは大洋への移籍を勧められるが、宮崎はパ・リーグに残って毎日を倒したい気持ちから断り、解雇通知を受けた有楽町の毎日球団事務所からその足で銀座の高橋ユニオンズ球団事務所に行き、すぐに入団交渉を行い、そのまま仮契約を結んだ
1956年3月25日の毎日戦に志願先発するが、3回3失点と打ち込まれて敗戦投手になる。シーズンでは2勝4敗に終わり、毎日から勝利を挙げることはできなかった。
1956年オフに高橋を吸収合併した大映ユニオンズに移籍するが、1957年は登板機会はなく、同年限りで退団。
1958年には島田雄三・栗木孝幸と共に同年創部の社会人・羽幌炭鉱へ移籍し、1959年には第30回都市対抗に投手として出場。
1963年の都市対抗では監督として北海道代表2回目の出場に導いたが、初戦では優勝候補筆頭の全鐘紡（大阪市）を相手に4回まで5-0でリードするが、5-7で惜敗。
その後はしばらく球界を離れるが、1977年からは札幌トヨペット監督に就任。社会人野球大会での使用バットが木製から金属へ移行された時で、各チームがそれまでの野球スタイルの変遷を迫られている時期にいち早く金属バットでの野球に対応したスタイルを確立し、1980年には北海道5強を退けて都市対抗札幌市代表での出場に導き、初出場で準優勝の快挙を達成。1984年には第35回JABA北海道地区連盟結成記念大会で初優勝に導くが、直後の8月18日に廃部解散。
廃部後は札幌第一高校監督に就任。在任中は「疑問を抱かず、与えられたノルマをこなす練習は意味がない」という信念で、なぜこの動きが必要なのかを選手自らに考えさせ、何となく野球をやってもうまくなると考えていた選手に誤りを気付かせた。「野球は打った方が楽しいだろ」が口癖の打撃重視で、体重移動の仕方など理論に基づく指導をした。
夏の全道大会に8度出場し、過去に1度だけ全道大会に出場したことがあるという野球部の実力から、札幌支部代表としてほぼ毎年夏の全道大会に出場するチームにまで飛躍、北海道の強豪校へと躍進させた。
特に1990年には当時チーム最高記録となる南北海道大会準優勝、1991年夏もエースで4番の高梨利洋を擁して準優勝と甲子園まであと一歩に迫った。
高梨芳昌・利洋兄弟と共にプロへ送り出すなど同校野球部発展の基礎を築き、1995年に高梨兄弟の父である高梨英夫に監督を引き継いで退任。
2016年3月24日、午前6時30分悪性リンパ腫のため札幌市で死去。83歳没。

## 詳細情報

### 年度別投手成績
| 年 度    | 球 団    | 登 板 | 先 発 | 完 投 | 完 封 | 無 四 球 | 勝 利 | 敗 戦 | セ 丨 ブ | ホ 丨 ル ド | 勝 率 | 打 者 | 投 球 回 | 被 安 打 | 被 本 塁 打 | 与 四 球 | 敬 遠 | 与 死 球 | 奪 三 振 | 暴 投 | ボ 丨 ク | 失 点 | 自 責 点 | 防 御 率 | W H I P |
| -------- | -------- | ----- | ----- | ----- | ----- | -------- | ----- | ----- | -------- | ----------- | ----- | ----- | -------- | -------- | ----------- | -------- | ----- | -------- | -------- | ----- | -------- | ----- | -------- | -------- | ------- |
| 1952     | 毎日     | 25    | 6     | 1     | 1     | 0        | 5     | 2     | --       | --          | .714  | 372   | 93.2     | 80       | 4           | 22       | --    | 2        | 28       | 0     | 1        | 32    | 24       | 2.30     | 1.09    |
| 1953     | 毎日     | 32    | 5     | 0     | 0     | 0        | 7     | 4     | --       | --          | .636  | 426   | 106.1    | 90       | 6           | 29       | --    | 3        | 45       | 1     | 0        | 37    | 33       | 2.78     | 1.12    |
| 1954     | 毎日     | 24    | 12    | 1     | 0     | 0        | 5     | 4     | --       | --          | .556  | 370   | 87.00    | 82       | 4           | 36       | --    | 1        | 47       | 2     | 0        | 36    | 32       | 3.31     | 1.36    |
| 1955     | 毎日     | 30    | 10    | 0     | 0     | 0        | 4     | 1     | --       | --          | .800  | 318   | 77.1     | 78       | 4           | 17       | --    | 0        | 46       | 1     | 0        | 28    | 19       | 2.19     | 1.23    |
| 1956     | 高橋     | 33    | 6     | 0     | 0     | 0        | 2     | 4     | --       | --          | .333  | 395   | 90.0     | 101      | 4           | 33       | --    | 0        | 39       | 5     | 1        | 47    | 40       | 4.00     | 1.49    |
| 通算:5年 | 通算:5年 | 144   | 39    | 2     | 1     | 0        | 23    | 15    | --       | --          | .605  | 1881  | 454.1    | 431      | 22          | 137      | --    | 6        | 205      | 9     | 2        | 180   | 148      | 2.93     | 1.25    |

### 背番号
- 15 （1952年 - 1955年）
- 19 （1956年）
- 4 （1957年）